# Orlando Maldonado
Orlando Maldonado est un boxeur portoricain né le 21 mai 1959 à Bayamón.

## Carrière
Sa carrière amateur est principalement marquée par une médaille de bronze remportée aux Jeux olympiques de Montréal en 1976 en poids mi-mouches.

### Jeux olympiques
- Médaille de bronze en -48 kg aux Jeux de 1976 à Montréal